# Provincia de Papúa Occidental
Papúa Occidental (en indonesio: Papúa Barat; antes Irian Jaya Occidental o Irian Jaya Barat) es una provincia de Indonesia situada en la parte occidental de la isla de Nueva Guinea. La otra provincia indonesia de la isla es Papúa, situada más al este y que linda con el estado independiente de Papúa Nueva Guinea. Papúa Occidental se creó a partir de la porción occidental de la provincia de Papúa, en febrero de 2003.
Papúa Occidental cubre la mitad oriental de la península de Doberai, la península de Bomberai, las islas Raja Ampat y varios centenares de islas cercanas.

## Datos básicos
La provincia tiene una población de aproximadamente 800.000 personas, lo que la convierte en una de las provincias más despobladas de Indonesia, y tiene una superficie aproximada de 97.024,27 km². La capital de esta provincia es Manokwari, un puerto situado en la costa oriental de la península de Doberai, y la segunda ciudad en importancia es el puerto de Sorong, situado en el extremo noroeste de la misma península. Otra ciudad de importancia es Fakfak, un puerto situado en la península de Bomberai.

## División administrativa
La provincia está administrativamente dividida en diez regencias (kabupaten) y una ciudad (kota):
- Kabupaten Fakfak (capital Fakfak)
- Kaimana
- Manokwari
- Maybrat
- Raja Ampat (capital Waisai)
- Sorong
- Sorong Selatan (capital Teminabuan)
- Tambrauw
- Teluk Bintuni (capital Bintuni)
- Teluk Wondama (capital Rasiei)

## Historia
Esta provincia de reciente creación no se distingue desde un punto de vista histórico, étnico y lingüístico de Nueva Guinea Occidental. Sus pueblos indígenas, los papúes, descienden de los primeros pobladores de la Oceanía Cercana que se asentaron en el conjunto de la isla. Otros grupos étnicos como los austronesios poblaron sus costas en torno a 1500 años a. C., y más adelante malayos, indonesios, chinos e indios a lo largo de la Edad Media y de la Edad Moderna, si bien casi no se adentraron en el interior de las tierras.
En el siglo XVI fue descubierta, como el resto de la isla de Nueva Guinea, por los navegantes portugueses y españoles entre los años 1528-29, 1537, 1545 y 1606. Algunos puntos de las zonas costeras mantenían intercambios comerciales con los mercaderes de los sultanatos de Tidore y de Ternate, hasta que estos últimos cedieron en 1684 el monopolio del comercio en esta región a la Compañía Neerlandesa de las Indias Orientales (VOC), y por ende a las Provincias Unidas de los Países Bajos. Tras la quiebra de la VOC en el siglo XVIII, la mitad occidental de Nueva Guinea pasó a formar parte de las Indias Orientales Neerlandesas, y más precisamente a partir de finales del siglo XIX de la Nueva Guinea Neerlandesa.

### Creación de la provincia
Al finalizar la Segunda Guerra Mundial, se inició un complejo proceso de descolonización de las islas del sureste asiático bajo dominación de los Países Bajos. La mitad occidental de la isla de Nueva Guinea fue finalmente integrada oficialmente en el Estado indonesio en 1963, y llamada sucesivamente Irian Occidental (1963-1973) e Irian Jaya (1973-2001). La ley de decentralización de 2001 impulsada por el presidente indonesio Abdurrahman Wahid concedió una autonomía limitada a la provincia papuana, en parte en respuesta a las protestas cada vez más acuciantes de los grupos independentistas. En ese sentido, el gobierno indonesio cambió de nuevo el nombre a Papúa en el año 2002, al crear un nuevo estatus para la provincia.
Indonesia ha sido acusada de realizar una campaña genocida contra los habitantes indígenas. Tras el retiro de la administración holandesa de los Países Bajos Nueva Guinea en 1962 y la implementación de la administración de Indonesia en 1963, el Movimiento de Papua Libre (Indonesia: Organisasi Papua Merdeka, (OPM), una organización militante de la independencia de Papúa, ha llevado a cabo una guerra de guerrillas de bajo perfil contra Indonesia a través de los ataques contra sus militares y policías.
Los papúes han llevado a cabo diversas protestas y ceremonias alzando su bandera para la independencia o federación con Papúa Nueva Guinea y acusan al gobierno indonesio de violencia indiscriminada y de suprimir su libertad de expresión. Se estima que entre 100 000 y 500 000 papúes han sido asesinados, y miles más han sido violados, torturados y encarcelados por los militares indonesios desde 1969 y el estilo de gobierno indonesio ha sido comparado con el de un estado policial, que suprime la libertad de asociación política y expresión política. Indonesia continúa restringiendo el acceso de extranjeros a la región debido a las sensibilidades con respecto a su supresión del nacionalismo de Papúa.
Al año siguiente, en 2003, el gobierno de la presidenta Megawati Sukarnoputri decidió dividir la provincia de Papúa en tres provincias, Irian Jaya Oriental (Irian Jaya Tengah), Irian Jaya Central (Irian Jaya Tengah) e Irian Jaya Occidental (Irian Jaya Barat), la actual Papúa Occidental. En Irian Jaya Occidental, un gobierno local fue oficialmente instaurado en febrero de 2003 y un gobernador fue nombrado en el mes de noviembre, mientras la instauración del gobierno local de Irian Jaya Central fue pospuesta debido a violentos disturbios de protesta por parte de la población. En noviembre de 2004, el tribunal constitucional de Indonesia anuló la partición en tres provincias sobre la base de que violaba la ley de autonomía de Papúa. Sin embargo, la corte admitió que, ya que la provincia de Irian Jaya Occidental había sido ya creada, debía permanecer separada de Papúa. La otra provincia conservó el nombre oficial que había adquirido en 2002, Papúa.
Irian Jaya Occidental cambió oficialmente su nombre a Papúa Occidental el 7 de febrero de 2007.
El cambio sigue siendo controvertido. Los que aprueban la creación, entre los que se encuentran los representantes del gobierno de Yakarta y los inmigrantes venidos de otras regiones de Indonesia, argumentan que la creación de la nueva provincia asegura el manejo eficiente de recursos y el reparto justo de los servicios. El cambio es ampliamente desaprobado en la propia Papúa, donde se ve como una violación del estatuto de autonomía especial con que cuenta Papúa, y como una maniobra destinada a debilitar el movimiento separatista papuano. Estos poseen representación en la UNPO. Para los movimientos independentistas papúess, el nombre Papúa Occidental se refiere a las dos provincias indonesias de la isla de Nueva Guinea, que forman su mitad occidental y que pretenden reunificar en un solo Estado independiente.